# Bashkia e Delvinës
Bashkia e Delvinës är en kommun i Albanien.   Den ligger i prefekturen Qarku i Vlorës, i den södra delen av landet, 150 kilometer söder om huvudstaden Tirana.
Trakten runt Bashkia e Delvinës består till största delen av jordbruksmark.  Runt Bashkia e Delvinës är det ganska glesbefolkat, med 27 invånare per kvadratkilometer.